# Alfred Pongratz
Alfred Pongratz (* 29. September 1900 in München; † 4. Oktober 1977 ebenda) war ein deutscher Opernsänger (Bariton), Schauspieler und Sprecher.

## Leben
Nach dem Schulabschluss besuchte Pongratz die Gesangsschule M. Feuerlein in München und nahm dort von 1928 bis 1930 Unterricht bei dem Kammersänger Matthäus Römer. Zeitgleich absolvierte er bei M. Olschinsky eine Schauspielausbildung. 1930 gab er in München als Zani in Joseph Haydns Oper Die Welt auf dem Monde sein Bühnendebüt. Es folgten zahlreiche Engagements an Sprech- und Musiktheatern in München (u. a. Münchner Kammerspiele).
Im Jahr 1939 debütierte Pongratz zudem beim Spielfilm. Hier spielte Pongratz oft in Heimatfilmen wie Im weißen Rößl (neben Johannes Heesters) und Der Jäger von Fall (nach Ludwig Ganghofer), volkstümlichen Komödien wie Der verkaufte Großvater sowie Märchenfilmen (Zwerg Nase, Die Bremer Stadtmusikanten, Frau Holle). In insgesamt fünf Filmen spielte er unter der Regie des bayerischen Charakterkomikers Joe Stöckel (Peterle, Die keusche Sünderin, Ein Herz schlägt für Dich, Zwei in einem Anzug und Aufruhr im Paradies). Pongratz stand 1944 in der Gottbegnadeten-Liste des Reichsministeriums für Volksaufklärung und Propaganda.
Daneben spielte Pongratz Gastrollen in Fernsehserien wie Funkstreife Isar 12 mit Wilmut Borell und Karl Tischlinger oder in Königlich Bayerisches Amtsgericht mit Hans Baur und Georg Blädel  und wirkte in zahlreichen von der ARD aufgezeichneten Theaterinszenierungen des Komödienstadels mit.
Darüber hinaus arbeitete Pongratz umfangreich beim Hörfunk. So sprach er neben Liesl Karlstadt eine wiederkehrende Rolle in der Serie Familie Brandl des BR. Einem bundesweiten Publikum wurde er aber besonders durch den Kinderfunk vertraut. Nach dem Tode Franz Fröhlichs 1964 übernahm Pongratz dessen Part als liebenswürdiger Schreinermeister Franz Eder in der Serie Meister Eder und sein Pumuckl von Ellis Kaut.
Am 4. Oktober 1977 starb Alfred Pongratz während Dreharbeiten in München an einem Herzinfarkt. Nach seinem Tod übernahm sein Kollege Gustl Bayrhammer, der schon zuvor in Nebenrollen zu hören war (u. a. als ein Stammtischkollege von Meister Eder), die Rolle des Meister Eder für weitere Hörspielproduktionen und die nachfolgende Fernsehserie.
Sein Grab befindet sich auf dem Münchner Ostfriedhof (Sektion 113, Reihe 9, Nummer 10).

## Filmografie (Auswahl)

### Filme
- 1941: Die Erbin vom Rosenhof
- 1942: Der verkaufte Großvater
- 1942: Der Hochtourist
- 1943: Die keusche Sünderin
- 1943: Peterle
- 1944/49: Ein Herz schlägt für Dich
- 1948: Frau Holle
- 1950: Zwei in einem Anzug
- 1950: Aufruhr im Paradies
- 1951: Eine Frau mit Herz
- 1952: Herz der Welt
- 1952: Im weißen Rößl
- 1953: Zwerg Nase
- 1953: Der Klosterjäger
- 1953: Südliche Nächte
- 1957: Der Jäger von Fall
- 1958: Der Haustyrann
- 1958: Heiße Ware
- 1959: Ein Sommer, den man nie vergißt
- 1959: Die Bremer Stadtmusikanten
- 1960: Oh, diese Bayern!
- 1961: Drei weiße Birken
- 1961: Die Stunde, die du glücklich bist
- 1961: Toller Hecht auf krummer Tour
- 1963: Übermut im Salzkammergut
- 1964: Erzähl mir nichts
- 1969: Pudelnackt in Oberbayern
- 1975: Die Medaille

### Fernsehen
- 1961, 1963: Funkstreife Isar 12 (TV-Serie, 2 Folgen)
- 1963: Aus meiner Waldheimat (TV)
- 1963: Als ich beim Käthele im Wald war (TV)
- 1963–1972: Der Komödienstadel (TV-Serie, 6 Folgen)
  - 1963: Der Schusternazi
  - 1963: Der Geisterbräu
  - 1964: Die Tochter des Bombardon
  - 1967: Krach um Jolanthe
  - 1972: Mattheis bricht’s Eis
  - 1972: Josef Filser - Ein lustiges Spiel mit Ludwig Thoma und seinen Gestalten
- 1964: Das Kriminalmuseum (TV-Serie, 1 Folge)
- 1964: Der Nachtkurier meldet (TV-Serie, 1 Folge)
- 1965: Die Pfingstorgel (TV)
- 1966: Die seltsamen Methoden des Franz Josef Wanninger (TV-Serie, 1 Folge)
- 1969–1971: Königlich Bayerisches Amtsgericht (TV-Serie, 4 Folgen)
- 1975: Der Brandner Kaspar und das ewig’ Leben (TV)
- 1976: Zwickelbach & Co. (TV-Serie, 2 Folgen)
- 1977: Polizeiinspektion 1 (TV-Serie, 1 Folge)

## Hörspiele (Auswahl)
- 1950: Justin Schröder: Auf geht's beim Schichtl! Ein Hörbilderbogen um den Schaustellerkönig August Schichtl – Bearbeitung und Regie: Peter Glas (Original-Hörspiel, Mundart-Hörspiel – BR)
- ab 1952: Familie Brandl, Rolle von Alfred Pongratz: Onkel Alois
- 1954: Der Brandner Kaspar schaut ins Paradies, Rolle von Alfred Pongratz: Wirt
- 1964–1977: Meister Eder und sein Pumuckl, Rolle von Alfred Pongratz: Schreinermeister Franz Eder